# Kaleen
Мари-Софи Крейсл (нем. Marie-Sophie Kreissl; род. 12 ноября 1994, Вельс, Австрия), также известная под псевдонимом Kaleen — австрийская певица, танцовщица и хореограф. Представительница Австрии на песенном конкурсе «Евровидение-2024» с песней «We Will Rave».

## Биография
Калин выросла в Рид-им-Траункрайс в Верхней Австрии. Она внучка Ханнелизе Крейсл-Вюрт, композитора, автора текстов и продюсера различных исполнителей из разных жанров популярной и народной музыки. Впервые пошла на уроки балета в два года. В возрасте семи лет она выиграла свой первый чемпионский титул Австрии.
Певица упоминает Дуа Липу, Little Mix, Ариану Гранде, Бейонсе и Зару Ларссон как вдохновителей на свое музыкальное влияние.
В 2014 году она приняла участие в немецкой версии танцевального конкурса Got to Dance и вышла в финал вместе со своим партнером по танцам. С 2020 года работает хореографом и режиссером в ORF, в частности на шоу Starmania. В 2021 году Kaleen основала собственный лейбл Wifi Records. Ее первый альбом Stripping Feelings был выпущен в сентябре 2023 года.
С 2018 года певица также участвует в конкурсах, таких как Евровидение и Детское Евровидение, на различных должностях: в качестве дублера на репетициях, в качестве танцора и хореографа для интервальных выступлений на конкурсе 2018 года, в качестве креативного директора Испании и Болгарии на конкурсе детских песен 2021 года, в качестве креативного директора от Испании и генерального директора на 2022 года и помогала создавать выступления на сцене для Австрии, Армении, Германии и Грузии на конкурсе 2023 года.
16 января 2024 года было объявлено, что Калин была выбрана как представителя Австрии на конкурсе песни «Евровидение 2024», который прошёл в Мальме, Швеции. Песня под названием «We Will Rave» была описана как дэнс-поп и вдохновлена техно. Песня выпущена 1 марта 2024 года. 9 мая 2024 года стало известно, что Калин прошла в финал конкурса, в котором она заняла предпоследнее, 24-е место.

## Дискография

### Альбомы
| Название           | Детали                                                                                     |
| ------------------ | ------------------------------------------------------------------------------------------ |
| Stripping Feelings | - Чарт: 22 сентября 2023 - Лейбл: Wifi Records - Формат: Онлайн, прослушивания в интернете |

### Синглы
| Название                    | Год  | Альбом               |
| --------------------------- | ---- | -------------------- |
| «Too Good to Not»           | 2021 | Не выходил на альбом |
| «Don't Wanna Leave You Now» | 2021 | Не выходил на альбом |
| «Games»                     | 2022 | Не выходил на альбом |
| «Put You Down»              | 2022 | Не выходил на альбом |
| «What It Feels Like»        | 2023 | Stripping Feelings   |
| «Taking Chances»            | 2023 | Stripping Feelings   |
| «We Will Rave»              | 2024 | Не выходил на альбом |
| «It Feels So Good»          | 2024 | Не выходил на альбом |